# Marathon de Londres 2010
Navigation
2009 2011
Le Marathon de Londres de 2010 est la 30e édition du Marathon de Londres au Royaume-Uni qui a eu lieu le dimanche 25 avril 2010. C'est le deuxième des World Marathon Majors à avoir lieu en 2010 après le Marathon de Boston. L'Éthiopien Tsegaye Kebede remporte la course masculine avec un temps de 2 h 5 min 19 s. La Russe Liliya Shobukhova s'impose chez les femmes en 2 h 22 min 0 s.

## Résultats

### Hommes
| Rang | Athlète                   | Nationalité | Temps           |
| ---- | ------------------------- | ----------- | --------------- |
|      | Tsegaye Kebede            | Éthiopie    | 2 h 05 min 19 s |
|      | Emmanuel Mutai            | Kenya       | 2 h 06 min 23 s |
|      | Jaouad Gharib             | Maroc       | 2 h 06 min 55 s |
| 4    | Abderrahime Bouramdane    | Maroc       | 2 h 07 min 33 s |
| 5    | Abel Kirui                | Kenya       | 2 h 08 min 04 s |
| 6    | Marilson Gomes dos Santos | Brésil      | 2 h 08 min 46 s |
| 7    | Zersenay Tadese           | Érythrée    | 2 h 12 min 03 s |
| 8    | Andrew Lemoncello         | Royaume-Uni | 2 h 13 min 40 s |
| 9    | Yonas Kifle               | Érythrée    | 2 h 14 min 39 s |
| 10   | Andi Jones                | Royaume-Uni | 2 h 16 min 38 s |

### Femmes
| Rang | Athlète           | Nationalité      | Temps           |
| ---- | ----------------- | ---------------- | --------------- |
|      | Liliya Shobukhova | Russie           | 2 h 22 min 00 s |
|      | Inga Abitova      | Russie           | 2 h 22 min 19 s |
|      | Aselefech Mergia  | Éthiopie         | 2 h 22 min 38 s |
| 4    | Bezunesh Bekele   | Éthiopie         | 2 h 23 min 17 s |
| 5    | Askale Tafa       | Éthiopie         | 2 h 24 min 39 s |
| 6    | Yukiko Akaba      | Japon            | 2 h 24 min 55 s |
| 7    | Xue Bai           | Chine            | 2 h 25 min 18 s |
| 8    | Kim Smith         | Nouvelle-Zélande | 2 h 25 min 21 s |
| 9    | Mari Ozaki        | Japon            | 2 h 25 min 43 s |
| 10   | Mara Yamauchi     | Royaume-Uni      | 2 h 26 min 16 s |

### Fauteuils roulants (hommes)
| Rang | Athlète      | Nationalité | Temps           |
| ---- | ------------ | ----------- | --------------- |
|      | Josh Cassidy | Canada      | 1 h 35 min 21 s |
|      | Marcel Hug   | Suisse      | 1 h 36 min 07 s |
|      | David Weir   | Royaume-Uni | 1 h 37 min 01 s |

### Fauteuils roulants (femmes)
| Rang | Athlète         | Nationalité | Temps           |
| ---- | --------------- | ----------- | --------------- |
|      | Wakako Tsuchida | Japon       | 1 h 52 min 33 s |
|      | Sandra Graf     | Suisse      | 1 h 52 min 34 s |
|      | Amanda McGrory  | États-Unis  | 1 h 52 min 36 s |